# Enrique Requeiferos
Enrique Regüeiferos Blanco, född 15 juli 1948, död 20 juni 2002, var en kubansk boxare.
Requeiferos blev olympisk silvermedaljör i lätt weltervikt i boxning vid sommarspelen 1968 i Mexico City.